# Devo
Pour l’article ayant un titre homophone, voir Divo.
Devo est un groupe américain de rock, originaire d'Akron, en Ohio. Formé en 1973, il comprend des membres originaires de Kent et Akron. La formation classique comprend deux duos de frères, les Mothersbaugh (Mark et Bob) et les Casale (Gerald et Bob), accompagnés d'Alan Myers. Le groupe atteint la 14e place du Billboard avec le single culte Whip It.
Le style musical de Devo et leurs performances scéniques mêlent des thèmes de science-fiction kitsch, un humour surréaliste « pince-sans-rire » et un commentaire social satirique dans des chansons pop aux synthétiseurs discordants dont les signatures rythmiques sont souvent inhabituelles.

## Histoire

### Formation et débuts (1972–1975)
Formé en 1972, l'inspiration originelle de Devo est L'Étrange Naissance de l'Homme (The Beginning Was the End) d'Oscar Kiss Maerth : une thèse anthropologique pseudo-scientifique qui attribue l'avènement de l'homme à un accident causé par des singes cannibales et fous de sexe qui ont développé des outils pour s'exploiter sexuellement l'un l'autre et se nourrir des cerveaux l'un de l'autre. Cette métaphore traverse tout le travail de Devo, comme une abstraction de la société moderne.
Le noyau du groupe est Mark Mothersbaugh, au chant et au synthétiseur, et Gerald V. (Gerry) Casale, bassiste du groupe et principal auteur des paroles. La première formation de 1972 comprenait Gerald Casale (basse), Mark Mothersbaugh (claviers), Bob Lewis (guitare soliste), Bob Casale (guitare rythmique), Rod Reisman (batterie), et Fred Weber (voix). Bob Mothersbaugh (guitare soliste) et Jim Mothersbaugh (batterie) s'ajoutèrent aux versions ultérieures du groupe.

### Consécration (1976–1982)
L'avènement de Devo vient en 1976 lorsque leur court métrage The Truth About De-Evolution gagne un prix au Festival du Film d'Ann Arbor ; Iggy Pop et David Bowie les voient là-bas et les soutiennent pour obtenir un contrat d'enregistrement avec Warner Bros. Records. À cette époque, Alan Myers remplace Jim Mothersbaugh à la batterie. Après que Bowie s'est retiré de l'accord commercial en raison d'engagements antérieurs, sort leur premier album Q: Are We Not Men? A: We Are Devo!, produit par Brian Eno, et dont le titre reprend les paroles du morceau principal Jocko Homo, il comprend une reprise radicale de (I Can't Get No) Satisfaction des Rolling Stones ainsi que le titre controversé Mongoloid. Le 17 décembre 1978, les membres du groupe interprètent ces titres vêtus de combinaisons jaunes sur la scène du théâtre de l'Empire à Paris, dans l'émission de télévision française spécialisée dans la musique rock Chorus, présentée par Antoine de Caunes. La même année, Lewis gagne un procès contre Devo pour vol de propriété intellectuelle.
Bien qu'il ait commencé par un mélange d'instruments rock traditionnels et d'effets électroniques, le groupe adopta une instrumentation très électronique, voire totalement, durant les années 1980, devenant l'une des premières formations américaines à se produire sur scène uniquement avec des synthétiseurs ; il est aussi l'un des premiers groupes au monde à utiliser des microphones de radio et des casques-micros sur scène. Cette orientation musicale se retrouve sur l'album Freedom of Choice, publié en 1980, et dont le single Whip It connaît un retentissant succès en 1980/1981, notamment en Amérique du Nord, se classant aussi dans d'autres pays comme le Royaume-Uni et la Nouvelle-Zélande. L'album lui-même rencontre également un vrai succès international.
En 1981, Devo sert d'accompagnement pour le premier album Word of Mouth de Toni Basil, qui comprend des versions revisitées de trois morceaux du groupe, enregistrées avec Basil au chant,. La même année, sort le nouvel album studio New Traditionalists qui rencontre encore un succès certain, ainsi qu'en Australie et en Nouvelle-Zélande.
Devo s'implique activement dans l'Église des Sous-Génies au début des années 1980. En concert, il jouait trois fois, assurant ses premières parties lui-même, feignant d'être une gentille formation de rock chrétien appelé Dove (Colombe) - the Band of Love. Il avait aussi enregistré des versions « E-Z Listening Muzak » de ses propres chansons à diffuser avant les concerts. En 1982, le groupe apparait dans le film de Neil Young Human Highway.
Devo reste populaire dans de nombreux pays, gardant notamment un large et fidèle public en Australie. L'émission nationale de pop télé des années 1970 et 1980 Countdown est l'un des premiers programmes au monde à diffuser ses clips vidéo, et un support radio important lui est offert par la station de rock non commerciale de Sydney Double Jay (2JJ), qui fut l'une des premières stations de radio rock hors des États-Unis à programmer ses disques, et (jusqu'à ce que Whip It devienne un tube) était certainement la seule station de tout le pays à passer sa musique.

### Succès déclinant, pause et retour des concerts (1983–2009)

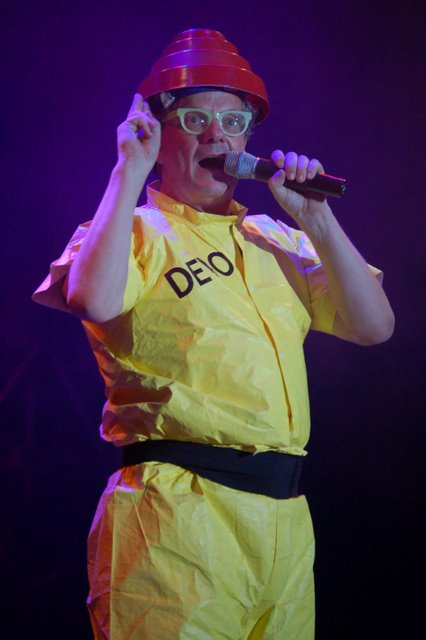
Mark Mothersbaugh jouant avec Devo au Festival Internacional de Benicàssim, 2007.

Leur popularité et leurs ventes commencent cependant à décroître les années suivantes, au fil de la sortie des albums Oh, No! It's Devo (1982), Shout (1984), et Total Devo (1988). Après la sortie de Smooth Noodle Maps en 1990, le groupe arrête d'enregistrer et assura quelques concerts dont un mémorable à Paris à l'Élysée Montmartre, ou de courtes tournées dont celles de 1996, 2000, 2004, et 2005. En 2001, des membres de Devo formèrent The Wipeouters, clamant que c'était en fait la réunion du premier garage band qu'ils avaient entamé au début de leur adolescence.
Mothersbaugh connaît un succès considérable en écrivant et produisant de la musique pour la télévision (en commençant par Pee Wee's Playhouse), les jeux vidéo, des dessins animés et films d'animation. En 1985, il sort une cassette solo sous un emballage élaboré, Musik for Insomniaks, qui est par la suite enrichi et réédité en double CD. Sa compagnie, Mutato Musika, emploie les guitaristes de Devo Bob Mothersbaugh et Bob Casale, le premier comme compositeur et le second comme ingénieur du son. Gerry Casale, le bassiste du groupe, réalisa les vidéos d'autres groupes de rock, dont Rush et Foo Fighters.
En 2003, le groupe fait une version spéciale de Whip It pour les publicités de la marque Swiffer. Buena Vista Music Group, une filiale de Disney sort Devo 2.0, un disque de reprises de morceaux de Devo par des enfants-acteurs (dont Nathan Norman).
En 2007, avec la sortie du single Watch Us Work It, Devo annonce la sortie imminente d'un nouvel album.

### Nouvel album, tournées et nouvelle pause (2010–2017)
Nouveau contrat avec Warner Bros. Records, et nouvel album en 2010, Something for Everybody. Tournée américaine durant l'été 2010 rencontrant un grand succès. En août 2012, le groupe sort un single intitulé Don't Roof Rack Me, Bro (Seamus Unleashed) dédié à l'ancien chien du candidat du Parti républicain américain Mitt Romney, Seamus. Plus tard, l'album Something Else for Everybody est publié le 20 mai 2014.
Alan Myers meurt d'un cancer de l'estomac, à Los Angeles, en Californie, le 24 juin 2013, à 58 ans. Les premiers rapports médiatiques citent à tort une mort liée à une tumeur cérébrale,,.
Le 17 février 2014, le guitariste Bob Casale meurt d'une crise cardiaque. Le groupe tourne en Amérique du Nord entre juin et juillet 2014, jouant dix dates de leur « musique expérimentale » enregistrée entre 1974 et 1978. Un film concert, Hardcore Devo Live!, est publié en DVD Blu-ray et vidéo à la demande en février 2015,.
Depuis 2015 et la fin de la tournée Hardcore Devo Live, le groupe est en « pause », bien qu'aucun communiqué officiel n'en fasse part. Il est de notoriété publique que Mark Mothersbaugh veut poursuivre sa carrière solo et de compositeur pour le cinéma.

### Retour sur scène (depuis 2018)
Le 30 juin 2018, à l'invitation du cinéaste John Waters, Devo se reforme afin de donner un concert, leur premier en quatre ans, au festival Burger Boogaloo à Oakland aux Etats-Unis. Josh Freese absent, c'est exceptionnellement l'acteur et comédien américain Fred Armisen qui joue de la batterie pour le groupe. L'année suivante, plus exactement le 12 octobre 2019, Devo est annoncé comme l'une des têtes d'affiches du festival Desert Daze. Le concert est sous-titré « The Beginning of The End », laissant entendre qu'il s'agirait là pour Devo du début d'une tournée d'adieu, bien que Gerald Casale annonce que « si Devo devait faire une tournée d'adieu, elle ne porterait pas ce nom ».
En 2020, le groupe est annoncé parmi les têtes d'affiches du festival Cruel World censé se tenir le 20 septembre 2020. Le festival est finalement reporté sur plusieurs jours et se tient les 14 et 15 mai 2022. Dans l'entremise, Devo annonce également sa présence dans divers festival américains pour 2021, ainsi qu'une poignée de concerts à New York et Los Angeles. Toujours en 2021, Gerald Casale réédite officiellement un album enregistré en 2006 dont la sortie avait été passée sous silence. Ce disque est désormais connu sous le nom Jihad Jerry and the Evildoers.

## Style musical et image

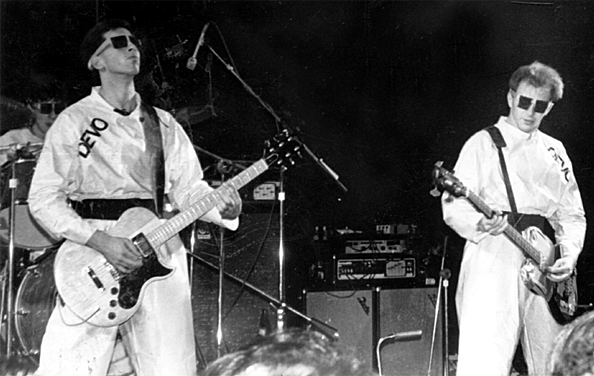
Devo en concert à Atlanta en 1978 : Bob Casale et Gerald Casale.

Il se produit pour la première fois en 1972, et il parvient à une réelle célébrité à partir de 1978, avec la parution de Are We Not Men? We are Devo. Durant son parcours, le groupe est considéré comme une blague par la presse spécialisée,.
Les cofondateurs Gerald Casale, Mark Mothersbaugh, et Bob Casale étaient étudiants à l'université d'État de Kent (Ohio) quand la Garde Nationale tire sur des étudiants et en tue quatre lors d'une manifestation contre l'invasion du Cambodge par les États-Unis, le « moment pivot » de leur formation, selon le cofondateur Gerald Casale.
Le style musical de Devo et leurs performances scéniques mêlaient des thèmes de science-fiction kitsch, un humour surréaliste « pince-sans-rire » et un commentaire social satirique dans des chansons pop aux synthétiseurs discordants dont les signatures rythmiques étaient souvent inhabituelles.
Le groupe se construit délibérément une image « pseudo-scientifique » (geeky) qui leur permettait aussi de faire des commentaires souvent provocateurs sur l'état de la société américaine. Et, comme Frank Zappa, sous l'extérieur clownesque, il y avait une musicalité sérieuse et un contenu socio-politique. Devo étaient probablement aussi connus pour leur image que pour leur musique, mettant des uniformes qui plagiaient la culture industrielle et le consumérisme pop, tels les costumes de protection chimique jaunes durant la période Q: Are We Not Men?, l'assortiment de coiffes de plastique, de masques et des caractéristiques chapeaux « pots de fleurs » (domes d'énergie) pour Freedom of choice — dont le but était (selon le groupe) de canaliser leur énergie sexuelle dans leur voix. Mark Mothersbaugh portait aussi un masque pour créer son célèbre alter-ego Booji Boy (prononcé Boogie Boy), qui symbolisait la régression infantile que Devo voyait dans la plupart de la culture américaine. Ce personnage figurait dans beaucoup de prestations scéniques, tout comme le père de Booji Boy, le Général Boy (joué par le propre père de Mothersbaugh), qui satirisait les figures de l'autorité américaine.
Devo étaient des pionniers dans la vidéo musicale ; la vidéo Whip it devient une accroche des débuts de MTV, et leurs nombreux films promotionnels et clips vidéos sont devenus des repères importants dans le développement de ce genre. Ils furent aussi des pionniers dans la production de cassettes vidéo longue durée comme The Truth About De-Evolution et The Men Who Make The Music, qui mêlaient des clips video conceptuels autoproduits, des extraits de leurs concerts/performances et des parties de pseudo-documentaires. Devo ont créé et dirigé beaucoup de leurs propres vidéos et citent Beautiful World comme leur exemple favori de ce travail.
Devo étaient grandement influencés par le Krautrock allemand et la musique de groupes européens comme Neu!, Can et le travail de production de Conny Plank, et ils furent certainement l'une des rares formations américaines capables d'incorporer ces influences tout en ayant une large publicité et un succès critique. D'autres influences probables étaient les iconoclastes américains Frank Zappa, Captain Beefheart, et les Residents. Ils furent l'un des premiers groupes américains à faire appel aux services du remarquable producteur, artiste et musicien britannique Brian Eno, qui produisit quelques groupes phares de la New Wave américaine dont Talking Heads.
Dans les notes de leur album Greatest Hits figure une retranscription d'une interview des années 1970 dans laquelle le groupe décrit sa musique comme industrielle, qui implique la déshumanisation (désévolution) de leur contenu musical autant que du son réel. Dans ce contexte, le terme précède son application ultérieure au label de groupes d'avant-garde des années 1970 comme Throbbing Gristle. Leur mécanisation de la musique populaire, par les synthétiseurs et les instruments déconstruits (parfois leurs guitares cassées tombant en morceaux sur scène) inspire les formations de pop industrielles les plus modernes de la fin des années 1980 et du début des années 1990.

## Membres

### Membres actuels
- Gerald Casale – basse, chant, synthétiseur (1973–1991, depuis 1996)
- Mark Mothersbaugh – chant, claviers, guitare (1973–1991, depuis 1996)
- Bob Mothersbaugh – guitare, chant (1974–1991, depuis 1996)
- Josh Freese – batterie[27],[28] (depuis 1996)
- Josh Hager – guitare, claviers (depuis 2014)

### Anciens membres
- Bob Casale (†) – guitare, claviers, chœurs (1973–1974, 1976–1991, 1996–2014 ; décédé le 17 février 2014)
- Bob Lewis – guitare (1973–1976)
- Rod Reisman – batterie (1973)
- Fred Weber – chant (1973)
- Jim Mothersbaugh – percussions (1974–1976)
- Alan Myers † – batterie (1976–1986 ; décédé le 24 juin 2013)[15]
- David Kendrick – batterie (1987–1991, 1996–2004)
- Jeff Friedl – batterie (2008–2014)

## Discographie

### Albums studio
- 1977 : Be Stiff - maxi-45 tours (1977)
- 1978 : Are We Not Men? We Are Devo! (1978)
- 1979 : Duty Now for the Future
- 1980 : Freedom of Choice
- 1980 : Dev-o Live (réédité dans une édition augmentée et limitée de (5000 copies) par Rhino Handmade en octobre 1999)
- 1981 : New Traditionalists
- 1982 : Oh, No! It's Devo
- 1984 : Shout
- 1987 : E-Z Listening Disc
- 1988 : Total Devo
- 1989 : Now It Can Be Told: DEVO at the Palace
- 1990 : Smooth Noodle Maps
- 1992 : DEVO Live: The Mongoloid Years
- 1996 : Adventures of the Smart Patrol
- 2005 : DEVO Live 1980 (double CD)
- 2010 : Something for Everybody
- 2013 : New Traditionalists: Live 1981 Seattle
- 2015 : Hardcore Live!

### Compilations
- 1990 : Devo's Greatest Hits
- 1990 : Devo's Greatest Misses
- 1991 : Hardcore Devo 1974-77, Volumes 1 et 2  (anciennes démos 4 pistes)
- 2000 : Pioneers Who Got Scalped
- 2000 : Recombo DNA (compilation de maquettes et de raretés) (seulement sur through Rhino Handmade)
- 2002 : The Essentials (remasterisation audio numérique)
- 2003 : Whip It and Other Hits
- 2008 : DEVO BOX : coffret contenant leurs 7 premiers albums (7 CD)
- 2014 : Something Else for Everybody: Unreleased Demos and Focus Group Rejects 2006-2009'
- 2023 : 50 Years of De-Evolution: 1973-2023'

### Comme groupe d'accompagnement
- Hugh Cornwell et Robert Williams : Nosferatu (1979) (Mark Mothersbaugh et Bob Mothersbaugh ont coécrit et joué sur le morceau Rhythmic Itch)
- Jermaine Jackson : Let Me Tickle Your Fancy (1982) (accompagnement sur la chanson-titre)
- Toni Basil : Word of Mouth (1983) (accompagnement sur leur propres reprises de Devo Space Girls, Be Stiff and Pity You)
- David Byrne : Feelings (1997) (accompagnement sur Wicked Little Doll)
- Martini Ranch : Holy Cow (1988) (Bob Casale a produit How Can the Labouring Man Find Time for Self-Culture? tandis que Mark Mothersbaugh contribua aux accompagnements vocaux.)

### The Wipeouters
- 2001 : P'Twaaang!!!

### Singles
- 1976 : Mongoloid (Booji Boy Label)
- 1977 : (I Can't Get No) Satisfaction (Booji Boy Label)
- 1978 : Be Stiff (Stiff Records)
- 1978 : Come Back Jonee
- 1979 : The Day My Baby Gave Me a Surprize
- 1979 : Secret Agent Man
- 1980 : Girl U Want
- 1980 : Whip It
- 1980 : Gates of Steel
- 1980 : Freedom of Choice
- 1981 : Through Being Cool
- 1981 : Working in a Coalmine
- 1981 : Beautiful World (picture disc)
- 1982 : Jerkin' Back 'n' Forth
- 1982 : Peek-a-Boo!
- 1982 : That's Good (picture disc)
- 1983 : Time Out for Fun
- 1983 : Theme from Doctor Detroit
- 1984 : Are You Experienced?
- 1985 : Here to Go
- 1985 : Shout
- 1988 : Disco Dancer
- 1988 : Baby Doll
- 2007 : Watch Us Work It! (maxi vinyle)